# Великий Лог (Крутіхинський район)
Великий Лог (рос. Большой Лог) — селище у складі Крутіхинського району Алтайського краю, Росія. Входить до складу Заковряшинської сільської ради.

## Населення
Населення — 103 особи (2010; 165 у 2002).
Національний склад (станом на 2002 рік):
- росіяни — 96 %